# Матансаський собор
Матанса́ський катедральний собо́р (ісп. Catedral de Matanzas) — католицький храм на Кубі, в місті Матансас. Катедральний собор Матансаської діоцезії. Названий на честь святого Карло Борромео. Збудований у 1693—1735 роках, у стилі бароко, в часи іспанського панування. Статус собору — з 1912 року. Сильно занедбаний в часи комуністичної диктатури. Повна назва — Матанса́ський катедра́льний собо́р святого Ка́рло Борроме́о (ісп. Catedral de San Carlos Borromeo de Matanzas).